# Screen Actors Guild Awards 1996
La seconda edizione del Premio SAG si è svolta il 24 febbraio 1996 a Los Angeles presso il Santa Monica Civic Auditorium.

## Cinema

### Migliore attore protagonista
- Nicolas Cage – Via da Las Vegas (Leaving Las Vegas)
- Anthony Hopkins – Gli intrighi del potere - Nixon (Nixon)
- James Earl Jones – Terra amata (Cry the Beloved Country)
- Sean Penn – Dead Man Walking - Condannato a morte (Dead Man Walking)
- Massimo Troisi – Il postino

### Migliore attrice protagonista
- Susan Sarandon – Dead Man Walking - Condannato a morte
- Joan Allen – Gli intrighi del potere - Nixon
- Elizabeth Shue – Via da Las Vegas
- Meryl Streep – I ponti di Madison County (The Bridges of Madison County)
- Emma Thompson – Ragione e sentimento (Sense and Sensibility)

### Migliore attore non protagonista
- Ed Harris – Apollo 13
- Kevin Bacon – L'isola dell'ingiustizia - Alcatraz (Murder in the First)
- Kenneth Branagh – Othello (Othello)
- Don Cheadle – Il diavolo in blu (Devil in a Blue Dress)
- Kevin Spacey – I soliti sospetti (The Usual Suspects)

### Migliore attrice non protagonista
- Kate Winslet – Ragione e sentimento
- Stockard Channing – Smoke
- Anjelica Huston – Tre giorni per la verità (The Crossing Guard)
- Mira Sorvino – La dea dell'amore (Mighty Aphrodite)
- Mare Winningham – Georgia

### Migliore cast
- Apollo 13
Kevin Bacon, Tom Hanks, Ed Harris, Bill Paxton, Kathleen Quinlan e Gary Sinise
- Gli anni dei ricordi
Anne Bancroft, Ellen Burstyn, Kate Capshaw, Kate Nelligan e Winona Ryder
- Get Shorty
Danny DeVito, James Gandolfini, Gene Hackman, Rene Russo  e John Travolta
- Gli intrighi del potere
Joan Allen, Ed Harris, Anthony Hopkins, Bob Hoskins e James Woods
- Ragione e sentimento
Hugh Grant, Hugh Laurie, Alan Rickman, Elizabeth Spriggs, Imelda Staunton, Emma Thompson, Tom Wilkinson e Kate Winslet

## Televisione

### Miglior attore in un film televisivo o miniserie
- Gary Sinise - Truman
- Alec Baldwin – A Streetcar Named Desire
- Laurence Fishburne – The Tuskegee Airmen
- James Garner – The Rockford Files
- Tommy Lee Jones – The Good Old Boys

### Miglior attrice in un film televisivo o miniserie
- Alfre Woodard - The Piano Lesson
- Glenn Close – Costretta al silenzio (Serving in Silence: The Margarethe Cammermeyer Story)
- Sally Field – A Woman of Independent Means
- Anjelica Huston – Buffalo Girls
- Sela Ward – Almost Golden (Almost Golden: The Jessica Savitch Story)

### Miglior attore in una serie drammatica
- Anthony Edwards – E.R. - Medici in prima linea (ER)
- George Clooney – E.R. - Medici in prima linea
- David Duchovny – X-Files (The X-Files)
- Dennis Franz – NYPD - New York Police Department
- Jimmy Smits – NYPD - New York Police Department

### Miglior attrice in una serie drammatica
- Gillian Anderson – X-Files
- Christine Lahti – Chicago Hope
- Sharon Lawrence – NYPD - New York Police Department
- Julianna Margulies – E.R. - Medici in prima linea
- Sela Ward – Sisters

### Miglior attore in una serie commedia
- David Hyde Pierce – Frasier
- Jason Alexander – Seinfeld
- Kelsey Grammer – Frasier
- Paul Reiser – Innamorati pazzi (Mad About You)
- Michael Richards – Seinfeld

### Miglior attrice in una serie commedia
- Christine Baranski – Cybill
- Candice Bergen – Murphy Brown
- Lisa Kudrow – Friends
- Julia Louis-Dreyfus – Seinfeld

### Migliore cast in una serie drammatica
- E.R. - Medici in prima linea
George Clooney, Anthony Edwards, Eriq La Salle, Julianna Margulies, Sherry Stringfield, Noah Wyle
- Chicago Hope – Adam Arkin, Peter Berg, Jayne Brook, Vondie Curtis-Hall, Héctor Elizondo, Thomas Gibson, Roxanne Hart, Christine Lahti, Peter MacNicol, Mandy Patinkin, Jamey Sheridan
- La famiglia Brock (Picket Fences)
Amy Aquino, Kathy Baker, Don Cheadle, Kelly Connell, Fyvush Finkel, Lauren Holly, Costas Mandylor, Holly Marie Combs, Marlee Matlin, Justin Shenkarow, Tom Skerritt, Ray Walston, Adam Wylie
- Law & Order
Benjamin Bratt, Jill Hennessey, Steven Hill, S. Epatha Merkerson, Chris Noth, Jerry Orbach, Sam Waterston
- NYPD - New York Police Department
Gordon Clapp, Kim Delaney, Dennis Franz, Sharon Lawrence, James McDaniel, Justine Miceli, Gail O'Grady, Jimmy Smits, Nicholas Turturro

### Migliore cast in una serie commedia
- Friends
Jennifer Aniston, Courteney Cox, Lisa Kudrow, Matt Le Blanc, Matthew Perry, David Schwimmer
- Cybill
Christine Baranski, Dedee Pfeiffer, Alan Rosenberg, Cybill Shepherd, Alicia Witt, Tom Wopat
- Frasier
Dan Butler, Peri Gilpin, Kelsey Grammer, David Hyde Pierce, Jane Leeves, John Mahoney
- Innamorati pazzi
Helen Hunt, Leila Kenzle, John Pankow, Anne Ramsay, Paul Reiser
- Seinfeld
Jason Alexander, Julia Louis-Dreyfus, Michael Richards, Jerry Seinfeld

## SAG Annual Life Achievement Award
- Robert Redford